# Cheilosia certa
Cheilosia certa är en tvåvingeart som beskrevs av Barkalov 1998. Cheilosia certa ingår i släktet örtblomflugor, och familjen blomflugor. Inga underarter finns listade i Catalogue of Life.